# Тхане

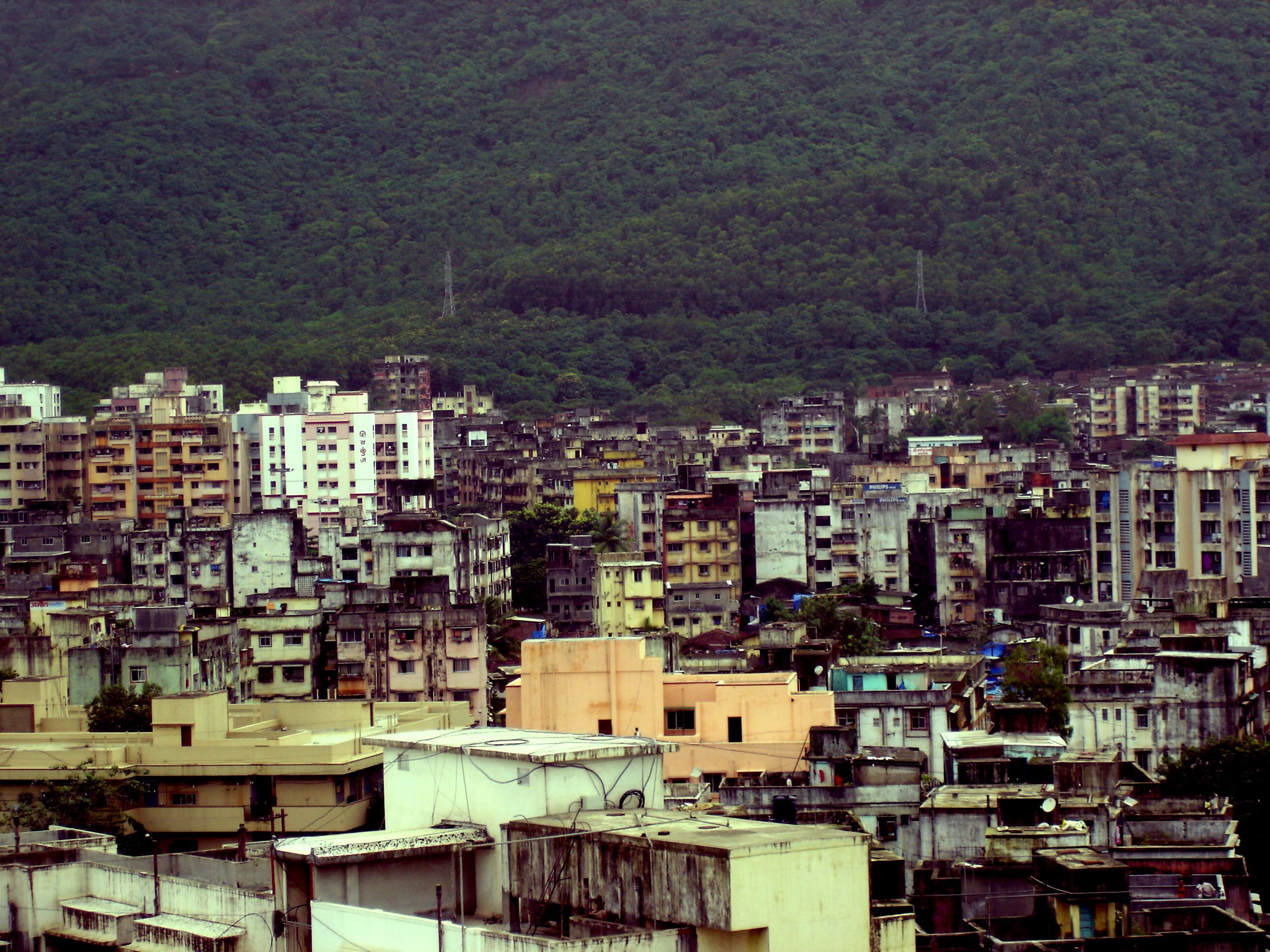
Житлові райони Тхане

Тхане (маратхі ठाणे, МФА: [ʈʰaːɳeˑ]), колишня назва Тхана — місто в Індії, на заході штату Махараштра. Розташоване в гирлі річок Тхана та Ульґас, на північний схід від міста Мумбаї. Тхане є головним чином житловим передмістям Мумбаю, хоча посядає і промисловий комплекс, включаючи промисловий парк. Промисловість охоплює хімічну, інженерну та текстильну індустрію. Тут знаходиться теж регіональне управління державної дорожньо-транспортної служби Індії.
Серед пам'яток міста — форт, християнські церкви і багато історичних будівель.
Навколишня місцевість є здебільшого нерівною, з відрогами Ґатів (гірський масив), що сягають моря. Пагорби чередуються з короткими, швидкими річками, включаючи річки Ульгас та Вайтарна. Місто зазнає цілковитої дії південно-західного мусону влітку та регулярних сильних дощів. Терени є в основному сільськогосподарським районом для Мумбаю. Головні врожаї — рис, пшоно, фрукти та овочі.
Населення міста (станом на 2001 рік) становило 1,26 млн мешканців.